# ATP San Paolo 1982
L'ATP San Paolo 1982 è stato un torneo di tennis giocato sulla terra rossa indoor. È stata la 3ª edizione del torneo, che fa parte del Volvo Grand Prix 1982. Si è giocato a San Paolo in Brasile dal 15 al 21 novembre 1982.

## Campioni

### Singolare maschile
José Luis Clerc ha battuto in finale  Marcos Hocevar con il punteggio di 6–2 6–7 6–3

### Doppio maschile
Carlos Kirmayr /  Cássio Motta hanno battuto in finale  Peter McNamara /  Ferdi Taygan con il punteggio di 6–3, 6–1